# Esdorp

De brink in het centrum van het esdorp Dwingeloo in Drenthe

Een esdorp, brinkdorp of enkdorp is een van de dorpsvormen aan de rand van de zandgronden in Nederland, over het algemeen ontstaan in de hoge middeleeuwen. 
Esdorpen zijn te vinden in grote delen van Nederland bij de overgang van droge zandgronden en natte weidegebieden:
- Drenthe, zoals Beilen, Dwingeloo, Diever, Orvelte, Emmen, Exloo, Dalen, Sleen, Oosterhesselen, Gees en Bunne
- Overijssel: Salland en Twente
- Gelderland: Achterhoek en op de Veluwe ('enkdorp')
- Groningen: Sellingen en de stad Groningen
- Friesland: Bakkeveen, Oldeberkoop en Veenklooster ('brinkdorp')
- Noord-Holland: het Gooi (bijvoorbeeld Laren)
- Utrecht: Utrechtse Heuvelrug ('engdorp')
- Verspreid over Noord-Brabant en Limburg liggen enkele esdorpen waaronder Liempde, Merselo, Sevenum en Sint Anthonis.

## Gemeenschappelijke kenmerken
Esdorpen hebben een aantal overeenkomsten:
- een brink.
Oorspronkelijk lag zo'n brink aan de rand van het dorp (vergelijk het Engelse brim = "rand") waar de koeien en schapen 's avonds en 's ochtends bijeenkwamen. Op die brink plantte men eiken of populieren om te gebruiken als bouwmaterialen. Door de groei van de dorpen kwam die brink later vaak in het centrum van het dorp te liggen. Bovendien vonden op de brink wel markten plaats, waardoor die een centrale functie kreeg. De brink moet onderscheiden worden van het vroegmiddeleeuws tij, dat meestal een meer menselijke functie had, en dus niet voor het vee. De aanwonenden of gelanders waren gezamenlijk eigenaar van de brink en van de es (zie hierna). Deze oorspronkelijke beheersvorm komt nu nog sporadisch voor, zoals in Den Hout (provincie Noord-Brabant).
- een of meer essen (gemeenschappelijke akkercomplexen).
De es, enk of eng ligt vaak wat hoger dan het dorp. Die hoge ligging is deels ontstaan door de wijze van bemesting van de essen, en deels doordat de locaties van zichzelf al hoger lagen.
- een beek, rivier of zee
 In het dal liggen de hooi- en weilanden. Direct langs de beek/rivier de hooilanden. De weilanden lagen wat hoger op de dalflanken.
- het veld (heide).
Op het veld werden de schapen van het dorp gehoed door de dorpsherder. Diverse namen wijzen nog op de relatie tussen dorp en veld, zoals Dwingelderveld (het veld van Dwingeloo, nu een nationaal park) en Orvelterveld (het veld van Orvelte, nu een landbouwgebied met nieuwe boerderijen).
- de boerderijen staan bij elkaar in het dorp.
- tussen de brink, waar de boerderijen staan en het veld loopt de zogenaamde schapendrift. Dit  met struiken afgerasterde pad dat meestal tussen twee essen ligt werd gebruikt om de schaapskudde van de brink naar het veld te drijven.

## Ontstaan
Het esdorpenlandschap is in het verleden als een vrij statisch model beschouwd. Dit werd bekritiseerd in het proefschrift van de latere hoogleraar Theo Spek, Het Drentse Esdorpenlandschap uit 2004.
Onderdelen van het model bleken een zeer diverse ouderdom te hebben en zijn dus niet als één geheel ontstaan. Zo werd plaggenbemesting pas vele eeuwen na het ontstaan van de essen ingevoerd, en bestaat er ook op internationaal niveau geen strakke ruimtelijke en historische band tussen beide fenomenen. Spek ontkrachtte tevens het morfogenetische model van Keuning uit 1936. Deze thans als verouderd beschouwde beschouwingen over de ontwikkeling van esdorpen en de bijbehorende landschaps- en nederzettingstypologie zijn decennialang uitgangspunt geweest bij onderzoek naar landelijke nederzettingen in Oost-Nederland. Uit deze typologie stammen veel gebruikte benamingen als kernesdorp, kransesdorp, flankesdorp en essenzwermdorp.